# Buried
Buried är en spansk-amerikansk långfilm från 2010 i regi av Rodrigo Cortés, med Ryan Reynolds i huvudrollen.

## Handling
Amerikanen Paul Conroy (Reynolds) arbetar som lastbilschaufför i Irak. Trots att han ständigt lever med kriget som en del av tillvaron tar hans liv en dag plötsligt en skräckartad vändning när hans bil attackeras och Paul kidnappas och slås medvetslös. När han vaknar ligger han i en försluten träkista, det enda han har med sig är en zippotändare och en mobiltelefon med låg batterinivå som kan ta slut när som helst. Desperationen i kistan ökar lika snabbt som syret i kistan minskar.

## Rollista
| Ryan Reynolds          | – Paul Conroy                                           |
| José Luis García Pérez | – Jabir (röst)                                          |
| Robert Paterson        | – Dan Brenner (röst)                                    |
| Stephen Tobolowsky     | – Alan Davenport (röst)                                 |
| Samantha Mathis        | – Linda Conroy (röst)                                   |
| Ivana Miño             | – Pamela Lutti                                          |
| Warner Loughlin        | – Maryanne Conroy / Donna Mitchell / number lady (röst) |
| Erik Palladino         | – Special Agent Harris (röst)                           |

## Utmärkelser

### Vinster
- Goya: Bästa originalmanus (Chris Sparling), Bästa klippning (Rodrigo Cortés), Bästa ljud

### Nomineringar
- Goya: Bästa film, Bästa regi (Rodrigo Cortés), Bästa manliga skådespelare (Ryan Reynolds), Bästa foto (Eduard Grau), Bästa originalmusik (Víctor Reyes), Bästa låt ("In The Lap of the Mountain" - Víctor Reyes och Rodrigo Cortés), Bästa specialeffekter